# Großer Preis von Mexiko 1966
Der Große Preis von Mexiko 1966 (offiziell V Gran Premio de Mexico) fand am 23. Oktober auf dem Autódromo Hermanos Rodríguez in Mexiko-Stadt statt und war das neunte und letzte Rennen der Automobil-Weltmeisterschaft 1966.

## Berichte

### Hintergrund

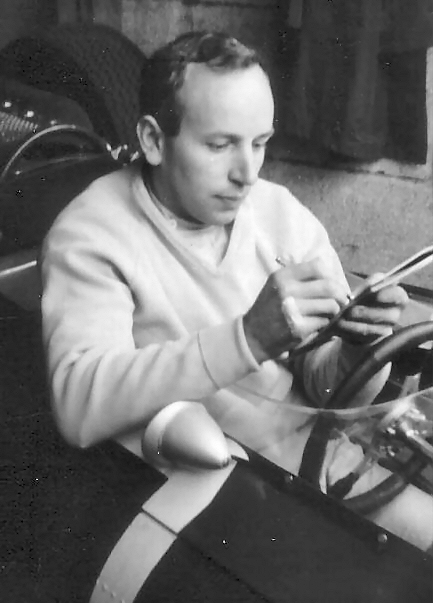
John Surtees errang die letzte Pole-Position in der Geschichte des Cooper-Teams

Ferrari trat zum letzten Saisonrennen nicht an, da das Team sich bereits auf die nächste Saison und die Entwicklung des neuen Wagens konzentrierte. Cooper meldete drei Wagen an. Neben den Stammfahrern John Surtees und Jochen Rindt wurde Moisés Solana Fahrer für das Team. Für ihn war es das einzige Saisonrennen, nachdem er die Jahre zuvor bereits nur an den Rennen in Nordamerika teilgenommen hatte. Surtees fuhr sein letztes Rennen für Cooper, er wechselte anschließend zu Honda, wo er Richie Ginther ersetzte. Ginther qualifizierte sich beim Großen Preis von Mexiko zum letzten Mal für ein Rennen. Ein weiterer Versuch für den ehemaligen Grand-Prix-Sieger sich beim Großen Preis von Monaco 1967 zu qualifizieren scheiterte. Ronnie Bucknum, Ginthers Teamkollege bei Honda verabschiedete sich nach dem Rennen ebenfalls aus der Automobil-Weltmeisterschaft und fuhr anschließend Sportwagenrennen. Innes Ireland bestritt seinen 50. und ebenfalls letzten Grand Prix.
Für Peter Arundell war es ebenfalls das letzte Rennen in der Automobil-Weltmeisterschaft. Im folgenden Jahr wurde Graham Hill neuer Teamkollege von Jim Clark, Arundell beendete zwei Jahre später seine Karriere. Für Hill war es das letzte Rennen für B.R.M., nachdem er sechs Jahre für das Team gefahren war. Er holte dabei einem Weltmeistertitel und war dreimal Zweiter in der Fahrer-Weltmeisterschaft. Als dritter Fahrer war erneut Pedro Rodríguez für Lotus gemeldet, ebenfalls zum letzten Mal. Er wechselte zu Cooper und wurde dort neuer Stammfahrer. Bei Eagle fuhr Bob Bondurant seinen letzten Grand Prix. Er wechselte in die CanAm-Serie. Joakim Bonnier war für das Anglo-Suisse Racing Team gemeldet. Das Team zog sich nach der Saison zurück, Bonnier fuhr daraufhin mit seinem eigenen Team in der Automobil-Weltmeisterschaft. Die Fahrer-Weltmeisterschaft und Konstrukteurs-Weltmeisterschaft war bereits von Jack Brabham und seinem Team gewonnen. Mit Clark, Ginther und Dan Gurney nahmen drei ehemalige Sieger am Rennen teil. Bei den Konstrukteuren gewann zuvor Lotus zweimal, Brabham und Honda jeweils einmal.

### Training
Vor der ersten Trainingssitzung, am Freitagmorgen, wurde der Kurs für eine kurze Zeit zum Testen freigegeben. Dies gab den Teams die Chance einige Runden zu absolvieren, um die Einstellungen ihrer Wagen anzupassen. Das Training begann 13 Uhr und endete 17 Uhr. McLaren hatte erneut Probleme beim Starten seines Wagens und fuhr deshalb mehrfach an die Box um der Ursache auf den Grund zu gehen. Solana hatte Probleme mit dem Getriebe seines Wagens, dies wurde von seinem Team behoben. Bei Surtees war anfangs der Benzinpumpendruck zu hoch, danach musste die Anzeige für selbigen ausgetauscht werden und der Wasserdruck war ebenfalls zu hoch. Ireland kollidierte mit einem der streunenden Hunde auf der Strecke, die schon in den Jahren zuvor ein Risiko für die Fahrer beim Großen Preis von Mexiko darstellten. Er beschädigte sich den Lenkhebel und die Nase seines Boliden.
Die Brabham Fahrer nutzten die erste Stunde des Trainings um die neuen Motoren der Wagen langsam einzufahren. Pedro Rodríguez fuhr die erste schnelle Runde und war damit bereits schneller als der bisherige Rundenrekord, den Gurney hielt. Brabham war anschließend der erste Fahrer, der eine Zeit unter 1:55,0 fuhr. Bei Honda wurden die Fahrzeugnasen der Wagen entfernt und weitere Anpassungen vorgenommen, da sie stark übersteuerten. Andere Teams wie Eagle und B.R.M. versuchten dies ebenfalls um mehr Luft in den Kühler zu bekommen. Allerdings verschlechterte dies die Aerodynamik und damit auch die Rundenzeiten, sodass die Änderungen von allen wieder rückgängig gemacht wurden. Clark verbesserte die Bestzeit des Trainings auf 1:54,06, musste die Trainingssitzung anschließend aber wegen eines Motorschadens abbrechen. Brabham verbesserte kurz vor Ende noch Clarks Zeit und lag mit 1:53,95 auf Rang eins.
Die zweite Trainingssitzung am Samstag fand im selben Zeitrahmen wie die am Vortag statt. Bei vielen Fahrzeugen wurde die Fahrzeugnase angepasst und der Lufteinlass vergrößert. Bei Surtees wurden Probleme mit einer Zylinderkopfdichtung festgestellt, außerdem niedriger Druck im Kühlkreislauf. Das Team überlegte erst den Motor zu tauschen, Surtees hingegen fuhr noch einige Runden und verbesserte die Rundenbestzeit auf 1:53,18. Für Brabham war das Training nach kurzer Zeit beendet, bei seinem Fahrzeug war ebenfalls ein Motorwechsel notwendig. Viele andere Fahrer hatten technische Probleme, sodass nur wenige Rundenzeiten verbessert wurden. Kurz vor Ende des Trainings verunfallte Spence, nachdem ein Bolzen in der Nähe seiner Bremsvorrichtung gebrochen war. Spence überstand den Unfall unverletzt, der Wagen war jedoch so stark beschädigt, dass er nicht am Rennen teilnehmen konnte.
Surtees sicherte sich seine zweite Pole-Position der Saison, nachdem er beim Großen Preis von Belgien 1966 auf dem ersten Startplatz gestanden war, dort allerdings für Ferrari. Erst beim Großen Preis von Italien 1968 erreichte Surtees erneut wieder die Pole-Position, dort zum letzten Mal in seiner Karriere. Für den Konstrukteur Cooper war es die einzige Pole-Position der Saison und die elfte sowie letzte der Team-Geschichte. Clark startete von Rang zwei vor Ginther, Brabham und Rindt.

### Rennen
Der Rennstart fand unter trockenen sonnigen Bedingungen statt. Ginther ging nach Rennbeginn in Führung und hielt diese Führung nach der ersten Rennrunde. Dahinter folgten Rindt, Brabham und Hulme. Surtees und Clark, die aus der ersten Startreihe ins Rennen gegangen waren verloren viele Plätze und lagen nach der ersten Runde auf den Rängen fünf und sechs. Auf den nächsten Plätzen fuhren Stewart, Rodriguez und Bucknum. Surtees und Hill hatten Motorenprobleme, Clark technische Schwierigkeiten mit dem Getriebe. Brabham übernahm nach der zweiten Runde die Führung nach Überholmanövern von Ginther und Rindt und baute sich einen Vorsprung auf die Verfolger auf. Für das Honda-Team blieben es die einzigen Führungsrunden der Saison. Rodriguez verlor nach einem Dreher zwei Plätze und fiel hinter Bucknum und Siffert zurück. Bondurant hatte Probleme mit der Kraftstoffleitung und lag auf dem letzten Platz, fuhr allerdings noch bis zur Runde 23 weiter, bis er den Wagen abstellte.
Nach 3 Runden verschwanden die Motorprobleme bei Surtees. Er hatte wieder die volle Leistung seines Aggregats zur Verfügung und überholte alle vor ihm Fahrenden um in Runde sieben die Führung zu übernehmen. Stewart verbesserte sich ebenfalls kontinuierlich und überholte Clark, Ginther und Hulme. In der achten Runde gab Clark das Rennen auf, sein Schalthebel war gebrochen. Solana stoppte an der Box da sein Bolide überhitzte und die Wassertemperatur zu hoch war. Er fuhr eine weitere Runde, stellte dann ebenfalls sein Fahrzeug ab. Zusätzlich zur Überhitzung sank bei ihm der Öldruck zu stark. In Runde 17 schied Hill aus, nachdem sich seine Motorprobleme von Umlauf zu Umlauf vergrößert hatten. Gurney verbesserte sich im Mittelfeld um vier Plätze.
In Runde 24 lagen die ersten vier Fahrer innerhalb der Sichtdistanz. Stewart und Rindt duellierten sich um den dritten Platz, den Zweikampf entschied Stewart für sich. Ein Ölleck beendete zwei Umläufe später jedoch sein Rennen, nachdem er bereits auf Brabham aufgeschlossen hatte. Dahinter überholte Rodriguez nach mehreren Versuchen Hulme und hielt die Position, da Hulme sich von der Strecke drehte. Da er Probleme mit dem erneuten Starten seines Wagens hatte, fiel er eine Runde zurück. Irland schied in Runde 27 mit Getriebeschaden aus. Einige Umläufe später kamen auch Rindt und Siffert an die Box, bei beiden Cooper-Fahrern war die Aufhängung gebrochen. Zur Halbzeit des Rennens führte Stewart knapp vor Brabham, eine halbe Runde dahinter lag Rodriguez auf dem dritten Platz vor Ginther und Gurney. Insgesamt waren noch zehn Wagen im Rennen.
McLaren verbesserte sich vom letzten Platz auf Rang neun, schied dann mit Motorschaden aus. Bei Bucknum sorgte ein Kabelbrand für Rauchentwicklung. Er hatte noch eine halbe Runde zu fahren, um die Box zu erreichen. Auf dem Weg dahin fing sein Sitz Feuer, Bucknum gelang es aber das Kabel zur Seite zu drücken. Das Feuer wurde gelöscht, das Kabel und die Batterie des Wagens ersetzt und Bucknum setzte das Rennen auf dem letzten Platz mit mehreren Runden Rückstand fort. Hulme lag auf Rang fünf nach einem Überholmanöver gegen Gurney. Anschließend schloss er auf Ginther auf, als Rodriguez in die Box kam und wegen eines Getriebeschadens aufgab. Arundell kam an die Box wegen zu hoher Wassertemperatur. Es stellte sich heraus, dass lediglich die Anzeige defekt war, er fuhr das Rennen mit vier Runden Rückstand zu Ende.
Surtees erreichte das Ziel als Erster und sicherte sich ungefährdet den Sieg. Er wurde einer der wenigen Fahrer, denen es gelang innerhalb einer Saison in unterschiedlichen Teams mit unterschiedlichen Konstrukteuren Rennen zu gewinnen. Sowohl für Surtees, als auch Cooper blieb es der einzige Sieg beim Großen Preis von Mexiko. Sieben Sekunden hinter Surtees erreichte Brabham das Ziel. Er fuhr knapp vor seinem Teamkollegen Hulme über die Ziellinie. Hulme hatte eine Runde Rückstand auf Brabham und überholte kurz vor Rennende Ginther, um Dritter zu werden. Ginther fuhr die schnellste Rennrunde, die letzte seiner Karriere, nachdem er diese zuvor in der Saison 1961 zweimal erreicht hatte. Für Honda war es die erste von zwei schnellsten Rennrunden der Team-Geschichte, beim Großen Preis von Belgien 1968 folgte eine weitere. Es war zudem die einzige Punkteplatzierung der Saison für Honda. Die weiteren Punkteränge gingen an Gurney und Bonnier. Am Saisonende sicherte sich Surtees mit dem Sieg die Vize-Weltmeisterschaft. Bei den Konstrukteuren holte Cooper mehr Punkte als Ferrari, lag aufgrund der Streichresultate jedoch einen Punkt hinter Ferrari auf Rang drei.

## Meldeliste
| Team                        | Nr. | Fahrer          | Chassis      | Motor            | Reifen |
| --------------------------- | --- | --------------- | ------------ | ---------------- | ------ |
| Team Lotus                  | 01  | Jim Clark       | Lotus 43     | BRM 3.0 H16      | F      |
| Team Lotus                  | 02  | Peter Arundell  | Lotus 33     | B.R.M. 2.0 V8    | F      |
| Team Lotus                  | 11  | Pedro Rodríguez | Lotus 33     | Climax 2.0 V8    | F      |
| Owen Racing Organisation    | 03  | Graham Hill     | BRM P83      | BRM 3.0 H16      | G      |
| Owen Racing Organisation    | 04  | Jackie Stewart  | BRM P83      | BRM 3.0 H16      | G      |
| Brabham Racing Organisation | 05  | Jack Brabham    | Brabham BT20 | Repco 3.0 V8     | G      |
| Brabham Racing Organisation | 06  | Denis Hulme     | Brabham BT20 | Repco 3.0 V8     | G      |
| Cooper Car Company          | 07  | John Surtees    | Cooper T81   | Maserati 3.0 V12 | F      |
| Cooper Car Company          | 08  | Jochen Rindt    | Cooper T81   | Maserati 3.0 V12 | F      |
| Cooper Car Company          | 09  | Moisés Solana   | Cooper T81   | Maserati 3.0 V12 | F      |
| Bernhard White Racing       | 10  | Innes Ireland   | BRM P261     | BRM 2.0 V8       | D      |
| Honda R&D Co.               | 12  | Richie Ginther  | Honda RA273  | Honda 3.0 V12    | G      |
| Honda R&D Co.               | 14  | Ronnie Bucknum  | Honda RA273  | Honda 3.0 V12    | G      |
| Anglo American Racers       | 15  | Dan Gurney      | Eagle T1G    | Weslake 3.0 V12  | G      |
| Anglo American Racers       | 15  | Bob Bondurant   | Eagle T1G    | Weslake 3.0 V12  | G      |
| Anglo American Racers       | 16  | Dan Gurney      | Eagle T1G    | Climax 2.7 L4    | G      |
| Anglo American Racers       | 16  | Bob Bondurant   | Eagle T1G    | Climax 2.7 L4    | G      |
| Bruce McLaren Motor Racing  | 17  | Bruce McLaren   | McLaren M2B  | Ford V8 3.0 V8   | F      |
| Reg Parnell Racing          | 18  | Mike Spence     | Lotus 25     | BRM 2.0 V8       | F      |
| Rob Walker Racing Team      | 19  | Jo Siffert      | Cooper T81   | Maserati 3.0 V12 | D      |
| Anglo-Suisse Racing Team    | 22  | Joakim Bonnier  | Cooper T81   | Maserati 3.0 V12 | F      |

Anmerkungen
1. 1 2 3 4  Dan Gurney fuhr den Wagen mit Weslake-Aggregat im Training, Bondurant das Fahrzeug mit Climax-Motor. Nach dem Training tauschten beide die Fahrzeuge und die Nummern an den Boliden aus.

## Klassifikationen

### Startaufstellung
| Pos. | Fahrer          | Konstrukteur    | Zeit    | Start |
| ---- | --------------- | --------------- | ------- | ----- |
| 01   | John Surtees    | Cooper-Maserati | 1:53,18 | 01    |
| 02   | Jim Clark       | Lotus-B.R.M.    | 1:53,50 | 02    |
| 03   | Richie Ginther  | Honda           | 1:53,56 | 03    |
| 04   | Jack Brabham    | Brabham-Repco   | 1:53,95 | 04    |
| 05   | Jochen Rindt    | Cooper-Maserati | 1:54,19 | 05    |
| 06   | Denis Hulme     | Brabham-Repco   | 1:54,21 | 06    |
| 07   | Graham Hill     | B.R.M.          | 1:54,61 | 07    |
| 08   | Pedro Rodríguez | Lotus-Climax    | 1:54,78 | 08    |
| 09   | Dan Gurney      | Eagle-Weslake   | 1:54,93 | 09    |
| 10   | Jackie Stewart  | B.R.M.          | 1:55,90 | 10    |
| 11   | Jo Siffert      | Cooper-Maserati | 1:55,99 | 11    |
| 12   | Joakim Bonnier  | Cooper-Maserati | 1:56,49 | 12    |
| 13   | Ronnie Bucknum  | Honda           | 1:56,59 | 13    |
| 14   | Bruce McLaren   | McLaren-Ford    | 1:56,84 | 14    |
| 15   | Moisés Solana   | Cooper-Maserati | 1:57,44 | 15    |
| 16   | Innes Ireland   | B.R.M.          | 1:57,46 | 16    |
| 17   | Peter Arundell  | Lotus-B.R.M.    | 2:00,79 | 17    |
| 18   | Bob Bondurant   | Eagle-Weslake   | 2:02,88 | 18    |

### Rennen
| Pos. | Fahrer          | Konstrukteur    | Runden | Stopps | Zeit        | Start | Schnellste Runde |
| ---- | --------------- | --------------- | ------ | ------ | ----------- | ----- | ---------------- |
| 01   | John Surtees    | Cooper-Maserati | 65     | 0      | 2:06:35,340 | 01    |                  |
| 02   | Jack Brabham    | Brabham-Repco   | 65     | 0      | + 7,880     | 04    |                  |
| 03   | Denis Hulme     | Brabham-Repco   | 64     | 0      | + 1 Runde   | 06    |                  |
| 04   | Richie Ginther  | Honda           | 64     | 0      | + 1 Runde   | 03    | 1:56,75          |
| 05   | Dan Gurney      | Eagle-Climax    | 64     | 0      | + 1 Runde   | 09    |                  |
| 06   | Joakim Bonnier  | Cooper-Maserati | 63     | 0      | + 2 Runden  | 12    |                  |
| 07   | Peter Arundell  | Lotus-B.R.M.    | 61     | 0      | + 4 Runden  | 17    |                  |
| 08   | Ronnie Bucknum  | Honda           | 60     | 0      | + 5 Runden  | 13    |                  |
| –    | Pedro Rodríguez | Lotus-Climax    | 48     | 0      | DNF         | 08    |                  |
| –    | Bruce McLaren   | McLaren-Ford    | 39     | 0      | DNF         | 14    |                  |
| –    | Jo Siffert      | Cooper-Maserati | 32     | 0      | DNF         | 11    |                  |
| –    | Jochen Rindt    | Cooper-Maserati | 31     | 0      | DNF         | 05    |                  |
| –    | Innes Ireland   | B.R.M.          | 27     | 0      | DNF         | 16    |                  |
| –    | Jackie Stewart  | B.R.M.          | 25     | 0      | DNF         | 10    |                  |
| –    | Bob Bondurant   | Eagle-Climax    | 23     | 0      | DNF         | 18    |                  |
| –    | Graham Hill     | B.R.M.          | 17     | 0      | DNF         | 07    |                  |
| –    | Jim Clark       | Lotus-B.R.M.    | 8      | 0      | DNF         | 02    |                  |
| –    | Moisés Solana   | Cooper-Maserati | 8      | 1      | DNF         | 15    |                  |
| DNS  | Mike Spence     | Lotus-B.R.M.    | –      | –      | –           | –     | –                |

## WM-Stände nach dem Rennen
Die ersten sechs des Rennens bekamen 9, 6, 4, 3, 2, 1 Punkte. Es zählten nur die fünf besten Ergebnisse aus neun Rennen. In der Konstrukteurswertung zählten dabei nur die Punkte des bestplatzierten Fahrers eines Teams.

### Fahrerwertung
| Pos. | Fahrer              | Konstrukteur                     | Punkte  |
| ---- | ------------------- | -------------------------------- | ------- |
| 01   | Jack Brabham        | Brabham-Repco                    | 42 (45) |
| 02   | John Surtees        | Cooper-Maserati / Ferrari        | 28      |
| 03   | Jochen Rindt        | Cooper-Maserati                  | 22 (24) |
| 04   | Denis Hulme         | Brabham-Repco                    | 18      |
| 05   | Graham Hill         | B.R.M.                           | 17      |
| 06   | Jim Clark           | Lotus-Climax                     | 16      |
| 07   | Jackie Stewart      | B.R.M.                           | 14      |
| 08   | Lorenzo Bandini     | Ferrari                          | 12      |
| 09   | Mike Parkes         | Ferrari                          | 12      |
| 10   | Ludovico Scarfiotti | Ferrari                          | 9       |
| 11   | Richie Ginther      | Cooper-Maserati / Honda          | 5       |
| 12   | Mike Spence         | Lotus-B.R.M.                     | 4       |
| 13   | Dan Gurney          | Eagle-Climax                     | 4       |
| 14   | Bob Bondurant       | B.R.M.                           | 3       |
| 15   | Jo Siffert          | Cooper-Maserati / Brabham-B.R.M. | 3       |
| 16   | Bruce McLaren       | McLaren-Serenissima              | 3       |
| 17   | Joakim Bonnier      | Brabham-Climax / Cooper-Maserati | 1       |
| 18   | Bob Anderson        | Brabham-Climax                   | 1       |
| 19   | Peter Arundell      | Lotus-B.R.M. / Lotus-Climax      | 1       |
| 20   | John Taylor †       | Brabham-B.R.M.                   | 1       |

| Pos. | Fahrer               | Konstrukteur    | Punkte |
| ---- | -------------------- | --------------- | ------ |
| 21   | Chris Irwin          | Brabham-Climax  | 1      |
| 22   | Chris Amon           | Cooper-Maserati | 0      |
| 23   | Ronnie Bucknum       | Honda           | 0      |
| 24   | Jean-Pierre Beltoise | Matra-Ford      | 0      |
| 25   | Guy Ligier           | Cooper-Maserati | 0      |
| 26   | Hubert Hahne         | Matra-B.R.M.    | 0      |
| 27   | Giacomo Russo        | Lotus-Climax    | 0      |
| 28   | Jo Schlesser         | Matra-Ford      | 0      |
| 29   | Chris Lawrence       | Cooper-Ferrari  | 0      |
| 30   | Hans Herrmann        | Brabham-Ford    | 0      |
| 31   | Giancarlo Baghetti   | Ferrari         | 0      |
| –    | Pedro Rodríguez      | Lotus-Climax    | 0      |
| –    | Innes Ireland        | B.R.M.          | 0      |
| –    | Trevor Taylor        | Shannon-Climax  | 0      |
| –    | Piers Courage        | Lotus-Ford      | 0      |
| –    | Alan Rees            | Brabham-Ford    | 0      |
| –    | Kurt Ahrens          | Brabham-Ford    | 0      |
| –    | Jacky Ickx           | Matra-Ford      | 0      |
| –    | Moisés Solana        | Cooper-Maserati | 0      |

### Konstrukteurswertung
| Pos. | Konstrukteur    | Punkte  |
| ---- | --------------- | ------- |
| 01   | Brabham-Repco   | 42 (49) |
| 02   | Ferrari         | 31 (32) |
| 03   | Cooper-Maserati | 30 (35) |
| 04   | B.R.M.          | 22      |
| 05   | Lotus-B.R.M.    | 13      |
| 06   | Lotus-Climax    | 8       |

| Pos. | Konstrukteur        | Punkte |
| ---- | ------------------- | ------ |
| 07   | Eagle-Climax        | 4      |
| 08   | Honda               | 3      |
| 09   | McLaren-Ford        | 2      |
| 10   | Brabham-B.R.M.      | 1      |
| 11   | McLaren-Serenissima | 1      |
| 12   | Brabham-Climax      | 1      |